# Onthophagus hoberlandti
Onthophagus hoberlandti är en skalbaggsart som beskrevs av Vladimir Balthasar 1966. Onthophagus hoberlandti ingår i släktet Onthophagus och familjen bladhorningar. Inga underarter finns listade i Catalogue of Life.